# Arenibacter
Arenibacter ist eine Gattung von Bakterien. In der Systematik wird sie zu der Familie Flavobacteriaceae gestellt.

## Merkmale
Die Zellen von Arenibacter sind stäbchenförmig und nicht begeißelt. Es werden keine Sporen gebildet. Einige Stämme sind durch Gleiten beweglich (gliding-motility). Diese Art der Bewegung ist bei mehreren Arten der Flavobacteriaceae zu finden. Die Arten von Arenibacter bilden dunkelgelbe Pigmente, die aus Carotinoiden bestehen. Der Stoffwechsel ist chemoorganotroph und die Arten sind auf Sauerstoff angewiesen (aerob). Der Oxidase-Test verläuft positiv, der Katalase-Test je nach Art positiv oder negativ. Arenibacter-Stämme können Agar, Alginsäuren, Chitin, Stärke und Tween 80 nicht hydrolysieren. Indol wird nicht gebildet.
Das häufigste Atmungschinon ist Menachinon 6 (MK-6). Das wichtigste polare Lipid innerhalb der Membran ist Phosphatidylethanolamin.

## Ökologie
Arenibacter-Arten kommen hauptsächlich in küstennahen Meeresgebieten vor. Die Typstämme von  Arenibacter latericius und
A. nanhaiticus wurden aus Sedimenten aus dem Südchinesischen Meer gewonnen. Stämme von A. latericius wurde hierbei von Sedimenten, von der Braunalge Chorda filum und von einer Seegurke isoliert. Die für die Erstbeschreibungen von A. hampyeongensis und Arenibacter troitsensis genutzten Stämme stammen aus Sedimentproben aus dem Wattenmeer bei Hampyeong, Südkorea bzw. dem  Japanischen Meer. Arenibacter echinorum wurde aus dem Seeigel Strongylocentrotus intermedius isoliert. A.  palladensis  und A. certesii von der Grünalge Ulva fenestrata isoliert. Die Proben wurden im Japanischen Meer gesammelt.

## Systematik
Die Erstbeschreibung der Gattung Arenibacter durch die Art Arenibacter latericius wurde 2001 veröffentlicht.
Es folgt eine Liste  einiger Arten (Stand Februar 2022)::
- Arenibacter algicola Gutierrez et al. 2021
- Arenibacter antarcticus Li et al. 2017
- Arenibacter catalasegens Li et al. 2018
- Arenibacter echinorum Nedashkovskaya et al. 2007
- Arenibacter latericius Ivanova et al. 2001
- Arenibacter troitsensis Nedashkovskaya et al. 2003

## Genutzte  Literatur
- Olga I. Nedashkovskaya: Algibacter In: Bergey’s Manual of Systematics of Archaea and Bacteria, Online, John Wiley & Sons, doi:10.1002/9781118960608.gbm00296.pub2
- Elena P. Ivanova, Olga I. Nedashkovskaya, Jongsik Chun,  Anatolii M. Lysenko, Galina M. Frolova, Vassilii I. Svetashev, Mikhail V. Vysotskii, Valery V. Mikhailov, Anwarul Huq und Rita R. Colwell: Arenibacter gen. nov., new genus of the family Flavobacteriaceae and description of a new species, Arenibacter latericius sp. nov. In: International Journal of Systematic and Evolutionary Microbiology (2001), Band 51, S. 1987–1995 doi:10.1099/00207713-51-6-1987